# Marcus Ahlm
Marcus Ahlm (* 7. Juli 1978 in Norra Åsum, Gemeinde Kristianstad) ist ein ehemaliger schwedischer Handballspieler.

## Karriere
In seiner Jugend spielte Marcus Ahlm unter anderem beim IFK Kristianstad Handball und wechselte daraufhin zum IFK Ystad HK. 2003 kam er zum THW Kiel und entwickelte sich in der Saison 2004/05 zu einem der wichtigsten Spieler. In dieser Saison bildete er mit Nikola Karabatić den Mittelblock, der zu den besten im deutschen Handball zählte. Nach der Saison 2012/13 beendete Ahlm seine Karriere. Er galt als einer der besten Kreisläufer der Welt. Er wird mit Magnus Wislander verglichen. 2005 wurde er zu „Schwedens Spieler des Jahres“ gewählt. Mit dem THW Kiel gewann Ahlm u. a. achtmal die Deutsche Meisterschaft und dreimal die Champions League.
1999 nahm Marcus Ahlm an der Junioren-WM teil (die Schweden gewannen Silber), 2001 spielte er das erste Mal für die schwedische Männer-Nationalmannschaft. Ein Jahr später gewannen die Schweden die Europameisterschaft im eigenen Land. Auch für die WM-Qualifikation 2005 war Marcus Ahlm als Kreisläufer eingeplant gewesen. Eine Verletzung hinderte ihn an der Teilnahme (Spiele gegen die Türkei, Belgien und Belarus). Für ihn sprang Pelle Linders ein. Marcus Ahlm bestritt 114 Länderspiele erzielte und dabei 367 Tore.
Nachdem Ahlm nach dem Ende seiner aktiven Karriere von Juli 2013 bis Februar 2014 bereits Mitglied im Aufsichtsrat der THW Kiel Handball-Bundesliga GmbH & Co. KG war, wurde er im April 2023 erneut in den Aufsichtsrat gewählt.

## Privates
Marcus Ahlm studiert Chemie, ist verheiratet und hat zwei Töchter und einen Sohn.

## Erfolge
- Deutscher Meister 2005, 2006, 2007, 2008, 2009, 2010, 2012 und 2013 mit dem THW Kiel
- DHB-Pokalsieger 2007, 2008, 2009, 2011, 2012 und 2013
- DHB-Supercup-Gewinner 2005, 2007, 2008, 2011 und 2012
- 2. Platz bei den Scandinavian Open 2006
- Champions-League-Sieger 2007, 2010 und 2012
- Super-Globe-Sieger 2011
- EHF-Champions-Trophy-Sieger 2007
- EHF-Pokalsieger 2004
- Europameister 2002
- Silber bei der Junioren-WM 1999
- Schwedens Spieler des Jahres 2005
- Nationalmannschafts-Supercup-Gewinn 2005

## Ehrungen
- 3. Platz beim Handballwoche Voting zum „besten Spielers des Jahres 2005“
- Handball-Magazin-Ranking: Kreis: 1. 2005 (WK), 3. 2004 (IK)
- In der HW-Mannschaft der Saison 2003/2004, 2004/2005 und 2005/2006
- Sportplakette des Landes Schleswig-Holstein 2011[3]

## Bundesligabilanz
| Saison    | Verein   | Spielklasse | Spiele | Tore | 7-Meter | Feldtore |
| --------- | -------- | ----------- | ------ | ---- | ------- | -------- |
| 2003/04   | THW Kiel | Bundesliga  | 34     | 159  | 0       | 159      |
| 2004/05   | THW Kiel | Bundesliga  | 34     | 142  | 0       | 142      |
| 2005/06   | THW Kiel | Bundesliga  | 34     | 174  | 1       | 173      |
| 2006/07   | THW Kiel | Bundesliga  | 25     | 140  | 0       | 140      |
| 2007/08   | THW Kiel | Bundesliga  | 34     | 151  | 0       | 151      |
| 2008/09   | THW Kiel | Bundesliga  | 33     | 112  | 0       | 112      |
| 2009/10   | THW Kiel | Bundesliga  | 32     | 79   | 0       | 79       |
| 2010/11   | THW Kiel | Bundesliga  | 28     | 90   | 0       | 90       |
| 2011/12   | THW Kiel | Bundesliga  | 32     | 105  | 0       | 105      |
| 2012/13   | THW Kiel | Bundesliga  | 31     | 52   | 1       | 51       |
| 2003–2013 | gesamt   | Bundesliga  | 317    | 1204 | 2       | 1202     |